# Aloïs Andritzki
Aloïs Andritzki, né à Radibor près de Dresde en Allemagne le 2 juillet 1914, tué à Dachau le 3 février 1943, est un prêtre catholique allemand, opposant au nazisme, bienheureux catholique.
Ordonné prêtre peu avant le début de la Seconde Guerre mondiale, il manifeste son opposition au nazisme, à son régime et à ses actions. Il est arrêté et envoyé au camp de concentration de Dachau où il est tué par injection létale.
Il est reconnu martyr en 2010 par Benoît XVI, puis proclamé bienheureux lors de la messe pour sa béatification à Dresde le 13 juin 2011. Sa fête est le 3 février.

## Biographie
Aloïs Andritzki naît le 2 juillet 1914 à Radibor, près de Dresde dans la Saxe, en Allemagne. Il est le quatrième des six enfants du professeur Johann Andritzki et de son épouse Magdalena Ziesch. Une fois par mois, son père emmène tous les enfants pour visiter divers sanctuaires, et leur communique ainsi sa piété chrétienne. Cela incite ses deux frères aînés à devenir eux-mêmes prêtres. Ses deux sœurs sont Marja et Marta ; ses trois frères sont Jan, Great et Alfonse. Les deux frères aînés deviennent prêtres ; le plus jeune devient jésuite et meurt comme soldat pendant la Seconde Guerre mondiale.
Aloïs Andritzki commence en 1934 ses études théologiques à Paderborn puis poursuit ses études à Bautzen, en vue du sacerdoce. Il est ordonné diacre en 1938. Il est ensuite ordonné prêtre le 30 juillet 1939 à Bautzen, des mains de l'évêque Petrus Legge (de). Il célèbre sa première messe à Radibor la semaine suivante, le 6 août,.
La Seconde Guerre mondiale débute peu après. Il ne cache pas son hostilité au régime, et il est arrêté par la Gestapo le 21 janvier 1941 pour avoir organisé un spectacle théâtral sur Noël et pour avoir émis des « déclarations hostiles » au régime nazi,.
Interrogé le 7 février 1941, Aloïs Andritzki est d'abord incarcéré à Dresde. Plus tard, il est envoyé le 2 octobre 1941 au camp de concentration de Dachau. Il y reçoit le matricule de prisonnier numéro 27829. En juillet 1941, il avait été condamné à six mois de prison pour « attaques insidieuses » contre le régime. Son père écrit à Berlin pour demander sa grâce car il n'y avait pas de charges contre lui, mais cette requête est restée sans suite,.
Musicien et artiste talentueux, il peint la crèche de Noël dans la caserne de sa prison pour Noël, pour en faire une chapelle de fortune. Il divertit également ses codétenus en marchant sur ses mains. C'est pendant son emprisonnement qu'il rencontre deux prêtres du mouvement de Schoenstatt, Joseph Fischer et Heinz Dresbach,.
Aloïs Andritzki tombe malade de la typhoïde à l'époque de Noël 1942 mais il ne se rend à l'infirmerie que le 19 janvier 1943. Il demande à recevoir l'eucharistie mais les gardes et le directeur se moquent de lui et de sa demande. Ils décident à la place de l'euthanasier, le directeur dit en se moquant : « Il veut le Christ. Nous lui donnerons une injection à la place ». Aloïs Andritzki reçoit une injection mortelle et meurt le 3 février 1943 des suites de la surdose de produits chimiques,.
Les nazis affirment alors que le prêtre est mort d'une typhoïde abdominale pour cacher qu'il a été tué. Ses restes sont démembrés et incinérés, ses cendres sont envoyées dans une urne à ses parents. L'urne est enterrée le 15 avril 1943 dans un cimetière de Dresde. Ses restes sont transférés le 5 février 2011 dans la cathédrale de la Sainte-Trinité de Dresde,. Il y est spécialement vénéré par les Sorabes.

## Béatification

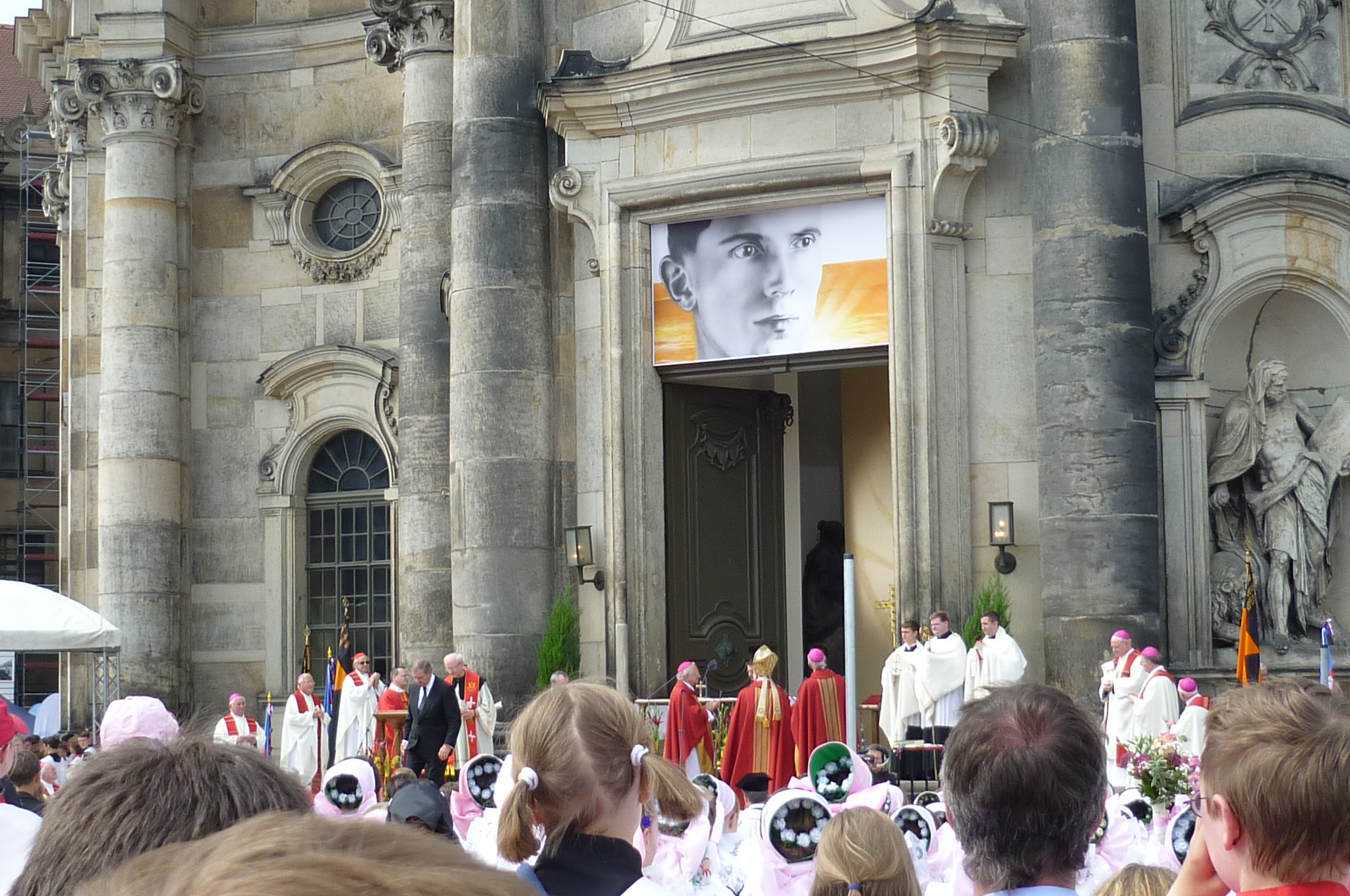
Béatification d'Aloïs Andritzki à Dresde en 2011.

La procédure en béatification du P. Aloïs Andritzki est ouverte au niveau du diocèse de Dresde le 1er juillet 1998. La congrégation pour la cause des saints à Rome décrète le 27 août 1998 que rien ne s'oppose à la procédure ; ce « nihil obstat » permet qu'il soit appelé « serviteur de Dieu ». La phase diocésaine de la procédure se termine le 22 mars 2001. Le dossier complet est alors transmis à Rome, où la congrégation approuve la phase diocésaine. La Positio y est reçue de la postulation en 2003. La commission des théologiens approuve la cause le 7 novembre 2009, la congrégation l'approuve à son tour le 9 novembre 2010.
Le pape Benoît XVI reconnaît le 10 décembre 2010 qu'Aloïs Andritzki a été tué « en haine de la foi » (« in odium fidei ») et approuve sa béatification. Benoît XVI évoque « cet héroïque témoin de la foi, qui vient s’ajouter à la multitude de ceux qui ont donné leur vie, au nom du Christ, dans les camps de concentration ».
Le cardinal Angelo Amato préside la cérémonie de béatification le proclamant bienheureux au nom du pape le 13 juin 2011 à Dresde en présence d'environ 11 000 personnes, notamment en présence de l'évêque de Dresde Joachim Reinelt et du ministre-président de Saxe Stanislaw Tillich. Le postulateur de la cause est le docteur Andrea Ambrosi. Sa fête est célébrée le 3 février,.